# Pio istituto calasanziano

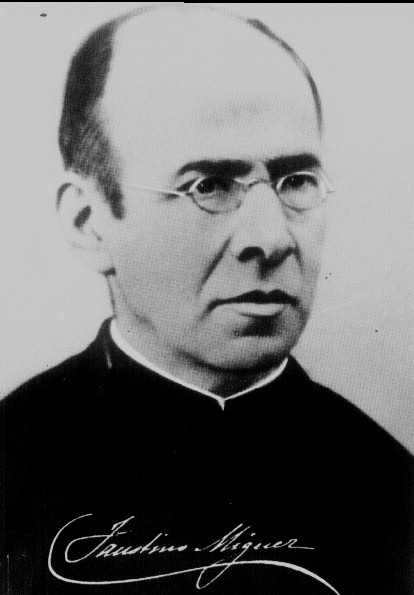
Lo scolopio Faustino Míguez, fondatore della congregazione

Il Pio Istituto Calasanziano  (in spagnolo Instituto Calasancio de Hijas de la Divina Pastora) è un istituto religioso femminile di diritto pontificio: le suore di questa congregazione, dette Figlie della Divina Pastora, pospongono al loro nome la sigla I.C.H.D.P.

## Storia
La congregazione venne fondata a Sanlúcar de Barrameda (Cádice) il 2 gennaio 1885 da Faustino Míguez González (1831-1925), religioso delle Scuole Pie, per l'insegnamento gratuito ai bambini: la cerimonia di vestizione delle prime cinque postulanti venne celebrata il 2 agosto 1885 e il 12 giugno 1889 l'arcivescovo di Siviglia, Zeferino González y Díaz Tuñón, approvò il primo regolamento della comunità.
L'istituto ricevette il pontificio decreto di lode il 6 dicembre 1910 e le sue costituzioni vennero approvate dalla Santa Sede nel 1912.
Il fondatore è stato beatificato da papa Giovanni Paolo II nel 1998.

## Attività e diffusione
Le Figlie della Divina Pastora si dedicano all'istruzione e all'educazione cristiana della gioventù: gestiscono anche residenze per studenti e case per ritiri spirituali.
Sono presenti in Spagna, in America meridionale (Argentina, Cile, Colombia, Ecuador, Nicaragua, Uruguay) e in Camerun: la sede generalizia è a Madrid.
Al 31 dicembre 2005 l'istituto contava 268 religiose in 43 case.